# Kuzmenkoïta-Mn
La kuzmenkoïta-Mn és un mineral de la classe dels silicats, que pertany al grup de la labuntsovita. Rep el nom en honor de Maria Vasilyevna Kuz'menko (Марии Васильевны Кузьменко) (1918-1995), geoquímica russa, mineralogista i investigadora del massís de Lovozero. El sufix -Mn va ser afegit l'any 2000 per l'IMA.

## Característiques
La kuzmenkoïta-Mn és un element químic de fórmula química K₂MnTi₄(Si₄O₁₂)₂(OH)₄·5-6H₂O. Va ser aprovada com a espècie vàlida per l'Associació Mineralògica Internacional l'any 1999. Cristal·litza en el sistema monoclínic. La seva duresa a l'escala de Mohs és 5.
Segons la classificació de Nickel-Strunz, la kuzmenkoïta-Mn pertany a «09.CE - Ciclosilicats amb enllaços senzills de 4 [Si₄O₁₂]8- (vierer-Einfachringe), sense anions complexos aïllats» juntament amb els següents minerals: papagoïta, verplanckita, baotita, nagashimalita, taramel·lita, titantaramel·lita, barioortojoaquinita, byelorussita-(Ce), joaquinita-(Ce), ortojoaquinita-(Ce), estronciojoaquinita, estroncioortojoaquinita, ortojoaquinita-(La), labuntsovita-Mn, nenadkevichita, lemmleinita-K, korobitsynita, vuoriyarvita-K, tsepinita-Na, karupmøllerita-Ca, labuntsovita-Mg, labuntsovita-Fe, lemmleinita-Ba, gjerdingenita-Fe, neskevaaraïta-Fe, tsepinita-K, paratsepinita-Ba, tsepinita-Ca, alsakharovita-Zn, gjerdingenita-Mn, lepkhenelmita-Zn, tsepinita-Sr, paratsepinita-Na, paralabuntsovita-Mg, gjerdingenita-Ca, gjerdingenita-Na, gutkovaïta-Mn, kuzmenkoïta-Zn, organovaïta-Mn, organovaïta-Zn, parakuzmenkoïta-Fe, burovaïta-Ca, komarovita i natrokomarovita.

## Formació i jaciments
Va ser descoberta al mont Selsurt, situat al massís de Lovozero, al centre de la Península de Kola (óblast de Múrmansk, Rússia). A més de la seva localitat tipus, només ha estat trobada també en alguns indrets propers, com el mont Karnasurt, el mont Lepkhe-Nel'm i la vall del riu Tavaiok, al massís de Lovozero, i el mont Eveslogchorr al massís de Khibini.